# BASTARD!! -虚ろなる神々の器-
『BASTARD!! -虚ろなる神々の器-』（バスタード うつろなるかみがみのうつわ）は、1996年12月26日にセタから発売されたPlayStation用RPG。
シナリオはベニー松山。キャラクターデザインは羽山淳一。

## 概要
本作は萩原一至の漫画『BASTARD!! -暗黒の破壊神-』を元にオリジナルストーリーで展開するRPGである。記憶を失ったダーク・シュナイダーたちが、自身の記憶を取り戻し、元の世界に戻るために世界を探索する。萩原が設定監修することにより、原作において語られていない、人気キャラたちのエピソードが多数盛り込まれ、知られざる過去が語られている。

## ストーリー
人気のない巨大な神殿の中でただ一人祈りをささげる少女「ティア・ノート・ヨーコ」。その前に一人の男が現れ彼女に迫るが、ヨーコはその場から逃げ出す。するとその男「ダーク・シュナイダー」の体が怪しく変貌し、ヨーコになおも迫る。追いつかれそうになったその時、四天王の一人カル＝スが現れ、ヨーコを守ろうとダーク・シュナイダーと戦うが、奮戦むなしく倒される。その光景を見たヨーコは、結界を敷き光に包まれていく。その頃、別の場所で一人の男が目覚める。彼の名は「ダーク・シュナイダー」。総ての記憶を失い佇む彼の前に、小さな光の玉が現れる。その玉に触れるとヨーコの姿が映り、わずかに記憶が蘇る。「ヨーコさん、必ず君を探し出す」彼は自身の記憶とヨーコを求め、見知らぬ地に乗り出していく。

## ゲームシステム
移動
移動は一人称視点で3Dのマップを進む。移動中はイベント中を除き、いつでもメニュー画面を呼び出せる。セーブも可能。
メニュー画面
選べる項目は「道具」「個人」「作戦(バトルメンバーの選択)」「戻る」の4つがあり、全体パラメーターとして「CNT（統制度）」「TEN（テンション）」がある。道具は入手した消耗品を使う「道具」とヨーコ玉を使用する「聖玉」の2つから選択できる。「個人」は装備の変更や使用できる奥義の確認ができる。なお、バトルに参加するメンバーは戦闘中の交代が出来ないため、非常に重要になる。
イベント
イベントでは、キャラのセリフシーンとサウンドノベルのようなストーリーの展開を読むシーンが交互に展開する。基本ストーリーは一本道であるが、この時の選択で先の展開が変化していく。基本的に仲間を思いやったりする選択でロウルートへ、仲間を見捨てたりするとカオスルートへ入りやすくなる。ただしアンガスが仲間に入らないと例外なくニュートラルルートになる。
戦闘
戦闘は4×4の16マスの中に配置してあるメンバー（最大4人）に移動か戦闘をさせる。移動の場合は1マスのみ動ける。戦闘は「攻撃」「奥義（魔法や技）」「防御」「道具」「聖玉（ヨーコ玉）」「逃走」の6種類から選択する。なお、聖玉はパーティ全体で1ターンにつき1回しか使うことができない（使ったキャラの行動の直前で使用するため、ある程度順番を調整できる）。
パーティキャラを縦1列に2人もしくは3人並べると特殊技の連続奥義を発動でき、横に2人から4人並べることで広範囲に効果が出る一体奥義が使える（どちらも使用後は陣形が崩れる）。また、キャラが斜めに並んでいる時は、親愛度が高い時に味方を守ったり援護攻撃したりする。
アイテム入手法
本作には街や村などの人がいる集落はいっさい登場しないため、アイテムはすべて敵か宝箱からの入手になる。
回復
宿なども登場しないので、基本的に各所で登場する回復球（ヨーコ玉の大型版）の力でしか全回復はしない。その他の回復はアイテムかヨーコ玉に頼ることになる。ちなみに、ヨーコ以外に回復魔法が使えるキャラはいない。

## 登場人物
設定は本作のもの。原作の設定は「ダーク・シュナイダー」および「BASTARD!! -暗黒の破壊神-」を参照。

### ダーク・シュナイダー
クラス=WIZARD 属性:火
本作の主人公（以下D.S.）。目覚めると名前以外の総ての記憶を失い、一人浜辺でたたずんでいたが、飛来した玉に触れヨーコの記憶を取り戻し、彼女を求め旅する。記憶と力のほとんどを失っているが、洞察力などは健在。俺様体質は変わらず、どんな相手にも基本的に尊大な態度で接する。しかし仲間たちの面倒見が良いところもある。封印されている龍を解放することで力と記憶を取り戻していく。

### ティア・ノート・ヨーコ
本作のヒロイン。「ダーク・シュナイダー」に狙われ塔（シェルター）を作り身を守る。「本物のダーク・シュナイダー」の元へ自分の分身を飛ばし、保護を求め、同時に彼らを導く。
ヨーコ玉
ヨーコの分身。話すことは出来ないが、色で感情を表現したり、触れた物に気持ちを伝えることが出来る。

### シーラ・トェル・メタ＝リカーナ
第一章で登場。謎の人物「鬼忍将」に追われていたが、D.S.たちと出会い保護を求める。しかし力を失っていたD.S.たちでは鬼忍将には勝てないことを悟り、わざと捕まりD.S.たちを守る。捕らわれた彼女は、自走砦の動力源として霊力を根こそぎ吸い取られそうになるが、D.S.たちに救い出され以後、彼らと行動を共にする。戦闘に参加することはない。

### 四天王
全員必ず仲間になる。D.S.が最も信頼する仲間だが、本作では何者かに操られ、再び敵として現れる。
ニンジャマスター・ガラ
クラス=NINJA 属性:地
第一章で登場。洗脳され鬼忍将を名乗り、自走砦の完成を目指す。愛刀ムラサメブレードは地龍を封印するために使われ、手元にはない。彼にムラサメを渡した時に、かつて刀を手にした時のトラウマが蘇る。記憶が戻った後、今のままでは足手まといになると一人修行のためにパーティから去っていくが、後にD.S.たちの危機に駆けつける。
アーシェス・ネイ
クラス=MAG-FIGHTER 属性:風
第二章で登場。魔雷妃として森に入ってきた侵入者を排除しようとする。出現するたびに年齢的なバラつきがある。記憶が戻った後は、D.S.と行動を共にしようとするが、不審な行動をするカル＝スの調査をするため単独行動をとる。
カル＝ス
クラス=WIZARD 属性:水
第三章で登場。仮面をつけて現れ、仲間になっていた魔戦将軍たちを率いて去っていく。その後、D.S.たちに魔戦将軍たちを刺客として送り込み、自身は魔法で作り出した氷獄塔で待ち構える。D.S.に対して人が変わったような態度を取る。
アビゲイル
クラス=WIZARD 属性:闇
第四章で登場。四天王の中で唯一、ロウルートとカオスルートで登場の仕方が異なる。本作の中でも性格はそのまま。原作に登場したアビゲイルホームランも使うことが出来る（ただし文字数の都合上「アビゲイルホーマー」に変更されている）。カオスルートに進むと、仲間たちから激しいツッコミを受けるシーンが見られる。

### 侍
全員第一章で登場する。本項では登場順に解説する。
ヴァイ・ステアベ
クラス=SAMURAI 属性:火・光
虚ろな目をして浜辺で焚火に当たっていた。最初D.S.が声をかけても反応しないが、ヨーコの名前を聞くと急速に生気が戻り、いきなりD.S.と口喧嘩に発展するも、ヨーコを助けるためにしぶしぶD.S.と行動を共にする。D.S.と似た者同士のためボケもツッコミもこなすが、D.S.よりも損な役回りをさせられることが多い。必ず最初に仲間になるキャラ。
ヨシュア・ベラヒア
クラス=SAMURAI 属性:風・光
龍船の中でD.S.たちを待っていた。多少記憶が残っていて、D.S.たちに助言をして去っていく。ある使命を果たそうとしばらく一人で行動する。謹厳実直な性格だが、中盤でカイにストーカー紛いの行動をすることも。
ヨルグ・フィシス
クラス=SAMURAI 属性:水・光
記憶がないせいか、あまり主体性がなく、仇敵であるはずの魔戦将軍マカパインと共に（何となく一緒に）行動している。2度目の戦闘後、親友のヨシュアに必死に説得されて、D.S.たちと行動を共にすることを選ぶ。あることがきっかけで自分の出生についての記憶を取り戻すが、それと共にかつて行なった侍としての禁忌を犯したことも思い出し、過去との対峙を余儀なくされる。
シェン・カー
クラス=SAMURAI 属性:風・闇
目覚めた時、直感的にそばにいたジオンが兄であると悟り、行動を共にするが、互いに記憶がないことにどこか安堵している。雷神塔に迷い込み、傷つき危機に瀕しているところをD.S.たちに助けられ、九死に一生を得る。その後、樹海で魔雷妃にさらわれ、樫の牢獄に囚われる。
本来、兄であるジオンとは殺しあう関係だった。2人の記憶が戻った時、壮絶な結末が待ち受けている。
アンガス・ヤーン
クラス=HEAVY ARMS 属性:火・闇
無口無表情な男。ほとんど喋ることがないが、ある場所では壊れたラジオのような奇声を発する。その体にはある秘密が隠されている。本作の隠しキャラクターの一人。仲間にできる機会が1回しかない上、彼がいないとロウルートにもカオスルートにも行くことができない。

### 魔戦将軍
ランとイダ以外は第一章で登場。登場順に解説。
ブラド・キルス
クラス=HEAVY ARMS 属性:火・土
騎士道精神を貫こうとする大柄の男。龍船で出会うが、最初は彫像と間違える。自身の価値観を絶対視し、納得いかないことには決して手を貸したりはしない頑固者。方向音痴なようでよく道に迷っている。ふけ顔で厳つい顔つきだが、実は20代後半。
ボル・ギル・ボル
クラス=NINJA 属性:水・闇
龍船の中で苦悶の表情を浮かべ苦しんでいたが、混乱してD.S.たちに突然襲いかかってくる。何らかの罪の意識にさいなまれている。正気を取り戻した後はD.S.たちに力を貸す。影を操ることができるため、情報収集や罠の回避などに力を発揮する。
マカパイン・トーニ・シュトラウス
クラス=MAG-FIGHTER 属性:火・風・闇
鬼忍将に雇われ、執拗にD.S.たちを倒そうとする。最初はヨルグを利用し2人がかりで襲ってくるが、敗れるとヨルグを見捨てて一人で逃げ出す。その後も何度かD.S.たちの前に立ち塞がるが、たまにD.S.たちにいいように利用されて酷い目に遭ったりすることもある。鬼忍将が倒された後も、D.S.と決着をつけようと執念深く迫る。実はうぶなところもある。
イングヴェイ・フォン・マルムスティーン
クラス=FIGHTER 属性:風・水
峡谷にある祠のそばで、ぼんやりとしていた。仕えるべき主を求めている。真の主とめぐり合った時に決断を取る。
サイクス・フォン・スノーホワイト
クラス=MAG-FIGHTER 属性:火・風
次元を渡る力を持つため、その能力を駆使して謎の世界からの脱出方法を探りながら、時々異次元空間から現れ、D.S.たちに情報を提供する。しかし、その能力ゆえに謎の魔獣に追われており、長い時間一つの場所に留まることができずにいる。
ザック・ワルダー
クラス=KARATEKA 属性:土・光
砦前の巨大な門の前で門番をしていて、絶対誰も通さないと、半ば意固地になって使命を果たそうとしている。
彼が覚える「T・E・O・S・V」は「THE・END・OF・SONIC・VIBRATION」（ジ・エンド・オブ・ソニック・ヴァイヴレーション）の略。
ロス・ザボス・フリードリッヒ
クラス=MAG-FIGHTER 属性:水・土
風神塔の前でお宝目当てに忍び込もうとしているオネエ言葉の剣士。記憶がないことはあまり悩んでおらず、目当ての物を探してあちこち探索している。
原作と顔が大幅に異なる。原作では黒髪だったが、本作では逆立ったピンク色の髪型が特徴。
シェラ・イー・リー
クラス=WIZARD 属性:水・地・光
ドルイドマジックの使い手であるため、いち早く状況を把握し行動している。囚われている龍を開放することが記憶を取り戻す大きな鍵であることに気付き、D.S.たちに協力する。魔戦将軍の紅一点であるが、原作と違い女であることを隠してはいない。しかし、なぜかD.S.に迫られるような描写がない。
バ・ソリー
クラス=MAG-FIGHTER 属性:水・土・闇
人造湖で釣り人の振りをしてD.S.たちを待ち構えていた、蟲を愛する変人。鬼忍将に依頼され、襲いかかってくる。直前で蟲を入手していると仲間になるが、蟲がないと湖に落ちて巨大な魚に食われる。しかし、後に脱出には成功するようである。ひたすらに蟲を探して行動する。
ジオン・ゾル・ヴァンデンヴァーグ
クラス=FIGHTER 属性:土・闇
黒夜叉という、刀身が漆黒の刀を持っている。弟のシェンと共に行動していて、常に弟を思いやる優しい兄。第二章でシェンが何者かにさらわれると狼狽して助けを求め、樫の牢獄に囚われたシェンを助け出そうとするが、異次元空間に飲み込まれて何処かへ飛ばされてしまう。再びジオンと再会した時、憎しみの記憶まで思い出している。
ラン・ディ・ローズ・シュタイン・ノイバウテン
クラス=FIGHTER 属性:火・土・光
第二章から登場。鬼道衆の一人でシーン・ハリの兄。魔雷妃に心酔して彼女の忠実な部下となり、森の番人として侵入者の排除をしている。妹のシーンや幼馴染のカイにたいしても、なんとも思ってはいない様子。失った記憶の中で、魔雷妃こそが真の主だと確信している。
イダ・ディースナ
クラス=WIZARD 属性:水・風・闇
第二章以降登場。独特の美意識を持ち、強く美しい者に自身を捧げ尽くそうとする。強大な力を持つ魔神の神殿で番人をしている。隠しキャラクターの一人。隠しダンジョンに出現する。

### 鬼道三人衆
全員第二章で登場する。解説は登場順。
カイ・ハーン
クラス=MAG-FIGHTER 属性:火・風・光
鬼道衆の仲間たちと4人で行動していたが、男2人が魔雷妃について行ったため、ランを連れ戻そうとシーンと行動する（ダイはどうでも良い）。しかし、シーンも捕らえられ生贄にされそうになり、困り果てていたところに現れたD.S.たちに協力を求める。
シーン・ハリ
クラス=WIZARD 属性:水・風・光
水妖の湖で生贄にされそうになるが、危ういところで救い出され、以後D.S.たちと行動を共にする。魔雷妃に連れ去られた兄の身を案じている。
原作と違い、唯一オリジナルの衣装で登場する。本作では原作でやめたはずの鎧を着けている。なぜか主武器が「棍」に設定されている。札は魔法・特技として使用する。
ダイ＝アモン
クラス=VAMPIRE 属性:火・土・闇
魔雷妃に魅入られ、ランと共にカイたちと別れる。力を吸い取られて、本体の状態で幻影城の下働きとしてこき使われている。相変わらず高慢ちきな性格で、育ての親であるネイからは「育て方を間違えた」と言われる。実は原作ではネイと一緒にいるシーンがないため、初の競演である。　

### 龍
各地に封印されている、この世界の秘密に深く関わりのある存在。解放することでD.S.たちの記憶がよみがえっていく。
地龍
第一章でムラサメの力で地底に封じられていた巨大な龍。
翼龍
第二章で龍樹に捕らえられ、心臓を抜き取られている。
水龍
第三章である人物に凍りづけにされている。
黒龍
第四章で登場。火口の中で待ち受ける凶暴な龍。

### 敵
鬼忍将
自走砦の完成を目指し、地龍とシーラのエネルギーを狙っている。
魔雷妃
森の侵入者を排除しようとする。
三男神
「テウターテス」「エスス」「タラニス」の三兄弟。全員残酷な性格をしている。
暗黒僧
正体不明の不気味な人物。牛骨のような仮面をつけて一行を惑わす。

### 先代四天王
本作には2人だけ登場。
ガイン・エスペランザ
かつてDSに成り代わろうとしてカルに倒された男で、魔剣「魂食らい」の前所有者。
イーカル・モンロー
カオスルートに進んだ場合のみ登場。女性で、魔族と人間のハーフ。

### その他
ラーズ・ウル・メタ=リカーナ
クラス=FIGHTER 属性:光
第四章である条件を満たすことで、最終章冒頭にて登場する隠しキャラクター。